# Bataille de Gavinana
Notes
- union personnelle entre l'Espagne et le Saint-Empire

Septième guerre d'Italie
Batailles
- Rome
- Naples
- Landriano
- Florence
- Gavinana

La bataille de Gavinana est le dernier épisode de la guerre de la Ligue de Cognac. Elle opposa le 3 août 1530 la République florentine et les armées du Saint-Empire. L'armée impériale, commandée par Philibert de Chalon, prince d'Orange, reçut au milieu de la bataille des renforts de Fabrizio Maramaldo. L'armée florentine était commandée par le négociant florentin Francesco Ferrucci. Au premier assaut, les Florentins repoussèrent les Impériaux malgré une légère infériorité numérique. Au cours de cet assaut, le prince d'Orange fut tué de deux balles d'arquebuse. L'irruption de Maramaldo avec un contingent de 2 000 hommes renversa le cours des événements. Ferrucci, blessé et fait prisonnier, fut exécuté par Maramaldo en personne. Ferrucci lui adressa cette sentence : « Lâche, tu frappes un homme mort » (« Vile, tu uccidi un uomo morto »).

## Prémices
Après la signature de la paix des Dames, la République florentine se trouve seule face à l'armée impériale. Depuis plusieurs mois, Florence soutient avec succès le siège entrepris par Philibert de Chalon. Ce dernier, de son côté, tente d'obtenir avec le pape Clément VII la défection des bandes mercenaires au service de la riche république.

## La bataille
Au mois d'août 1530, on confia le commandement de la garnison de Florence au Pérugin Malatesta IV Baglioni, tandis que les avant-postes étaient confiés à la garde de Francesco Ferrucci.
Ferrucci parvint à tenir en échec l'armée impériale, évitant que la ville tombe par surprise, reconquit en outre les villes de Volterra et de San Miniato. Puis il marcha vers Pise avec l'intention de lever des troupes et d'acheter des armes pour les envoyer vers Florence. Son idée consistait à ouvrir un second front pour dissuader l'ennemi de poursuivre son siège. Une blessure reçue lors de la contre-attaque sur Volterra l'obligea à se reposer quelques jours à Pise, ce qui donna loisir à l'ennemi de regrouper suffisamment de troupes (5 000 fantassins et 500 cavaliers) commandées par deux mercenaires, Maramaldo et Vitelli, pour assurer sa mainmise sur les environs.
Pendant ce temps, le prince d’Orange, visiblement à la suite d'une entente secrète avec Malatesta Baglioni, car celui-ci ne fit pas même mine de sortir de Florence avec son armée, ne laissa que quelques hommes pour poursuivre le siège en cours et marcha sur Pistoia avec 3 000 fantassins et 1 000 cavaliers.
Ferrucci, lui, quitta Pise le 1er août avec 3 000 fantassins, 500 cavaliers et un certain nombre de mulets chargés de 100 bouches à feu (ou fauconneaux). La route par la plaine étant tenue par les Impériaux, il se dirigea vers Calamecca puis, de là, à San Marcello, un château du parti Panciatica, c'est-à-dire favorable aux Médicis ennemis. Refusant de recevoir Ferrucci, ce dernier, sur l'avis des Cancelliera de Pistoia, attaqua ce château de Calamecca et l'incendia. Après une brève halte, il poursuivit vers le château de Gavinana, une place-forte des Cancelliera alliés de Florence.
Le premier choc eut lieu dans la plaine de Doccia, où s'étaient groupées des troupes venues de Pistoia, lesquelles, risquant le tout pour le tout, attaquèrent d'abord le village, puis le château, dont elles s'emparèrent puis qu'elles durent abandonner. C'est au cours de cette escarmouche autour de Vecchieto que les cavaliers des deux armées se heurtèrent. Quoiqu'en infériorité numérique, les cavaliers florentins, une formation légère comportant 400 cavaliers d’origine dalmate (stradioti), prirent le meilleur sur la cavalerie lourde commandée par le prince d’Orange.
C'est à ce moment que la nouvelle se répandit que le prince d’Orange était tombé, blessé à mort d'un tir d'arquebuse. Ce fut bientôt la panique dans les rangs des Impériaux, au point que la victoire paraissait acquise désormais aux Florentins. Mais presque au même moment, Maramaldo, qui nourrissait à l'encontre de Ferrucci une haine mortelle, parut sur le champ de bataille et lança une attaque désespérée avec 1 000 lansquenets sur le flanc de l'arrière-garde florentine, ouvrant un second front.
Francesco Ferrucci fit alors retraite vers les bois qui bordaient l'est du village pour mettre sur pied une ultime défense, mais, blessé une seconde fois, il fut fait prisonnier avec le dernier carré de soldats florentins. Ce bois, où les Florentins se battirent jusqu'à la fin, porte aujourd'hui le nom de Selvareggi.

## Conséquences
On conduisit Ferrucci sur la place du village, où siégeait Fabrizio Maramaldo, qui l'insulta et, brandissant un poignard, lui lança : « Souviens-toi du tambour de Volterra ». Ferrucci riposta, lui disant « Minable, tu frappes un homme mort ». Sur quoi Maramaldo l'exécuta.
Les Impériaux remportèrent cette bataille grâce à une supériorité numérique écrasante (6 500 hommes contre 3 500 pour Ferrucci). Ce fut une bataille extrêmement violente, qui se solda par la mort de 2 500 soldats, dont les généraux des deux camps. Le prince d’Orange fut enterré temporairement au lieu-dit Verginina di Mezzo, puis le corps fut acheminé à Florence, embaumé avant d'être définitivement mis en terre à Lons-Le-Saunier. Quant au cadavre de Francesco Ferrucci, il ne fut jamais retrouvé : sans doute fut-il enterré dans l'une des nombreuses fosses communes qui reçurent les corps des combattants, même si une stèle, érigée ultérieurement par Massimo d'Azeglio sur le mur extérieur de l'église, dit qu'il a vu le corps de Ferruci dans une fosse commune mise au jour lors de la construction de l’ambon de l'église.
La mort de Ferrucci annonçait la chute prochaine de la République florentine, qui suivit de peu de jours la défaite de Gavinana. Florence capitula et les Médicis, rétablis sur le trône ducal de Toscane, éliminèrent en quelques années les républicains les plus en vue. Ils firent en outre raser la forteresse qui avait servi de poste de commandement aux républicains. Quant à la forteresse rebelle de Gavinana, elle fut détruite à son tour en 1537.